# Caledonia (Minnesota)
Caledonia város az USA Minnesota államában. Lakosainak száma 2847 fő (2020. április 1.).

## Népesség
A település népességének változása:

| 2010 | 2 868 |
| 2020 | 2 847 |